# 리쿠젠타카사고역
리쿠젠타카사고역(일본어: 陸前高砂駅, りくぜんたかさごえき)은 일본 미야기현 센다이시 미야기노구에 있는, 동일본 여객철도의 철도역이다.

## 역 구조
2면 2선 구조의 지상역이다.

### 승강장
| 1 | ■ 센세키 선(상행) | 센다이 · 아오바도리 방면     |
| 2 | ■ 센세키 선(하행) | 혼시오가마 · 이시노마키 방면 |

## 역세권 정보
- 국도 제45호선

## 역사
- 1925년 6월 5일: 미야기 전기 철도(ja) 철도역으로 영업 개시.
- 1944년 5월 1일: 국유화.
- 1987년 4월 1일: 민영화에 따라 동일본 여객철도의 소속이 되었다.
- 2002년 12월 26일: 자동 개찰 도입.
- 2003년 10월 26일: 스이카 도입.
- 2011년 6월 19일: 새 역사 완공.

## 인접역
| 동일본 여객철도 ■ 센세키 선 | 동일본 여객철도 ■ 센세키 선 | 동일본 여객철도 ■ 센세키 선  |
| --------------------------- | --------------------------- | ---------------------------- |
| 후쿠다마치 아오바도리 방면  | ■ 보통                      | 나카노사카에 이시노마키 방면 |